# Leuberic
Leuberic (ur. 6?? – zm. ???) – hiszpański duchowny, biskup Seo de Urgel od 683 roku do 693 roku.
Jego obecność została odnotowana podczas synodów wToledo w latach 683, 688 i 693.
Był biskupem w Urgell w czasie muzułmańskiego podboju Półwyspu Iberyjskiego.  Diecezja Urgell funkcjonowała przez całą islamską okupację Hiszpanii.